# Krigsåret 1852

## Pågående krig
- Andra anglo-burmesiska kriget (1852-1853)[1]
  - Brittiska imperiet på ena sidan.
  - Kungariket Ava på andra sidan.

- Kaukasiska kriget (1817-1864)
  - Imanatet Kaukasus på ena sidan
  - Ryssland på andra sidan

- Nyzeeländska krigen (1845-1872)
  - Brittiska imperiet på ena sidan.
  - Maori på andra sidan.

## Avlidna
- Arthur Wellesley, hertig av Wellington, brittisk militär, torypolitiker och diplomat.

### Fotnoter
1. ↑  ”WHKMLA”. http://www.zum.de/whkmla/military/19cen/burmesewar2.html. Läst 30 juni 2011.